# Alam II
Pour les articles homonymes, voir Alam.
Shah Alam II (25 juin 1728 – 19 novembre 1806) est un empereur moghol qui règne de 1759 à 1806.

## Biographie
Il est tour à tour le jouet des Anglais et des Marathes, dont l'audace est encouragée par la faiblesse et l'irrésolution de l'empereur. Le règne de Shah Alam II se solde notamment par la perte de l'influence moghole sur le Bengale, situation scellée à la suite de la bataille de Buxar (1764).
Un de ses vassaux, Ghulam Qadir, tente de le détrôner. Après s'être emparé de sa personne, il lui crève les yeux en 1788 ; mais il est bientôt châtié pour son crime, tandis que Shah Alam est remis sur le trône. 
Après la bataille de Delhi de 1803, les Anglais prennent possession de la ville, et Shah Alam II se met sous la protection de la compagnie anglaise des Indes orientales. Mais l'empereur des Moghols n'est plus que le « roi de Delhi », pantin aux mains des Anglais, et l'armée moghole est démantelée. Cette situation perdure jusqu'à la révolte des Cipayes de 1857.